# Pauline Schenkel
Pauline, bürgerlich Pauline Schenkel (* 2000 in Haguenau, Elsass, Frankreich) ist eine französische Schlager- und Chanson-Sängerin.

## Leben
Pauline wurde im Jahr 2000 in der elsässischen Stadt Haguenau geboren. Sie wuchs in den folgenden Jahren in Langensoultzbach im Norden des Elsass auf. In ihrer musikalischen Familie entdeckte sie früh ihr Interesse an der Musik, auch wenn dort eher rockige oder popige Töne erklangen. Ihre Leidenschaft für den Schlager entdeckte sie dann bei ihren Großeltern, welche diese Musikrichtung hörten und sie mit auf Konzerte nahmen. So übte sie ihre Stimme, in dem sie diese Titel mitsang und später als Sängerin des Melodia Akkordeon Ensemble aus Kutzenhausen auftrat. Seit 2015 bekommt sie professionellen Gesangsunterricht.
Im Sommer 2018 schloss Pauline die Schule ab und widmete sich fortan ihrer Karriere als Sängerin. Im September 2019 lernte sie den Musikproduzenten Enrico Falcone vom Sinfonia Sound Atelier in Gunningen kennen. Infolgedessen entwickelte sich eine professionelle Zusammenarbeit an ihrem ersten Album Von Paris nach Berlin mit der ersten Single-Auskopplung Komm mit mir nach Berlin und der zweiten Single Sommer in Marseille. Im Sommer 2020 gewann sie in der ARD-Sendung Immer wieder sonntags mit ihrem Titel Sommer in Marseille den ersten Platz als Sommerhitkönigin.
Im September 2020 wurde sie zur Sondersendung anlässlich des 40. Jahrestages des Senders France Bleu vom elsässichsprachigen Tochtersender France Bleu Elsass als Ehrengast eingeladen.

## Diskografie
- 2023: Single Ja und nein – vielleicht
- 2023: Single Lass mir meinen Weg (2.0 Version)
- 2022: Single Das Wunder der Weihnacht
- 2022: Album Ganz Still
- 2022: Single Mein bescheuertes Herz (Atmosjam Remix)
- 2022: Single Mein bescheuertes Herz
- 2022: Single Wertvoller als Gold Remix
- 2022: Single Wertvoller als Gold
- 2022: Album Papillon
- 2022: Single Wie ein Schmetterling
- 2021: Single Jetzt stehen wir hier
- 2021: Single Picknick unterm Eiffelturm
- 2021: Single Ein Engel bin ich leider nicht
- 2020: Single Hey Mon Amour
- 2020: Album Von Paris nach Berlin
- 2020: Single Sommer in Marseille
- 2020: Single Komm mit mir nach Berlin

## Auszeichnungen
- 2020: Sommerhitkönigin[5][3]